# Platja de sa Confitera
La platja de sa Confitera, també anomenada sa platja Confitera, i antigament platja de Confits, és una platja natural del municipi de Cadaqués (Alt Empordà), situada a 2 km de la població, a la península de s'Oliguera, entre la platja de s'Arenella i la platja d'en Sané, molt a prop de l'illa de s'Arenella. Té una longitud de 24 m i una amplada mitjana de 12 m, de sorra fina, grava i còdols. Està envoltada per la pista de terra que voreja a primera línia de mar. Submergides a l'aigua es poden trobar les restes d'un naufragi de 1921, es traca de la caldera del pailebot francès Douaumont.
El nom és deu a que abans a la platja hi havia moltes pedres blanques, cobertes d'una lleu capa de sal per l'acció de les tempestes i el balanceig constant de l'onatge, que tenien l'aparença de confits.